# Amor sin condiciones
Amor sin condiciones é uma telenovela mexicana produzida por Igor Manrique para a Azteca e exibida entre 13 de março e 25 de agosto de 2006. 
Foi protagonizada por Alberto Casanova e Mariana Ochoa com antagonização de Martha Cristiana e Dessideria D'Caro. 

## Sinopse
María Paulina e Luis Manuel vivem uma história de amor perfeita. Ele, apesar de ser um humilde mecânico, tem grandes sonhos porque o seu padrinho, Padre Alberto, incutiu nele o gosto pela música desde pequeno, de tal forma que a prática diária no velho piano paroquial fez dele um bom executante. que quer se tornar um grande solista. Mas pouco antes do casamento, Luis Manuel fica sem emprego e sem dinheiro, pelo que o casamento tem de ser cancelado por enquanto.
Luis Manuel não encontra outra saída senão emigrar para a cidade em busca de um emprego que lhe permita voltar para buscar María Paulina para realizar seu sonho de se casar. Luís Manuel chega à cidade animado, pensando que com um pouco de sorte conseguirá avançar; Porém, o que ele não imagina é que seu destino chegaria montado em um carro de última geração, nem que seria personificado por Ximena Preciado-Mercenario, dona da mais importante rede hoteleira do país. Ximena também não imaginava que conheceria um homem como Luís Manuel: bonito, cavalheiresco, simples e sobretudo sem a malícia característica dos homens com quem costuma sair. Para ela, ele é o homem perfeito.
Ao mesmo tempo, María Paulina sofre uma perda irreparável: a morte de Angélica, sua mãe. Agora ela tem que enfrentar a vida sozinha e cuidar de sua irmã mais nova, Andrea; uma jovem rebelde e ambiciosa que só pensa em seu próprio benefício. O único consolo para María Paulina são as cartas que Luis Manuel lhe manda, mas aos poucos as cartas deixam de ser frequentes, perdem o caráter amoroso do início e só trazem más notícias.
Assim, María Paulina decide se encontrar com o noivo sem imaginar o que a espera quando chega à cidade: Ximena conseguiu conquistar Luis Manuel; ela praticamente o comprou, tornando-o seu Diretor de Relações Públicas e seu próximo passo é se casar com ele.
O dilema para Luis Manuel é muito grande; Ele continua amando María Paulina, seu coração lhe diz que ela é o grande amor de sua vida, mas ele não pode mais se separar de Ximena, pois perderia tudo o que conquistou. María Paulina e Ximena representam as duas faces do amor: puro e egoísta, terno e apaixonado, altruísta e ambicioso. No entanto, nesta história, apenas um deles tem que ter sucesso.

## Elenco
- Mariana Ochoa .... María Paulina[2].
- Alberto Cassanova .... Carlos Raúl
- Martha Cristiana .... Ximena Serrano Zulbaran - Villana Principal
- Dessideria D'Caro .... Vilma Altamirano Zulbaran - Villana
- Fabián Corres .... Lisandro Serrano Zulbaran
- Alejandra Maldonado .... Paulina
- Mercedes Pascual .... Prudencia Santana Vda de Zulbaran
- Rossana Nájera .... Andrea
- Héctor Suárez Gomiz .... Braulio
- Maritza Rodriguez .... Yessenia Zambrano
- Adrian Rubio .... Alexander
- Adriana Lizana .... Samotracia
- Aline Hernández .... Tony
- Elba Jiménez .... Juanita
- Eugenio Montessoro .... Erasmo
- Irene Arcila .... Angélica
- Iván Bronstein .... Amado - Villano
- Julio Alegría .... Yucateco
- Lisett Cuevas .... Mercedes
- Luis Alberto López .... Reynaldo
- Luis Enrique Parra .... Florencio
- Nubia Martí .... Coralia
- Rafael Montalvo .... Padre Alberto
- Raúl Osorio .... Luciano
- Wendy Braga .... Elisa
- Ximena Muñoz .... Lluvia